# Le système D. Dé
Le système D. Dé è un film del 1928 diretto dai registi Jean Mugeli e Ollier.
Conosciuto anche con il titolo alternativo Le système Dédé

## Trama
Sud della Francia, Nizza: La nipotina Marguerite e suo fratello di otto anni André "Dédé", entrambi orfani, vivono con il vecchio uomo Hippolyte Ronchon. Il notaio, Saint Privais, scrive a Marguerite per dirle che suo nonno Evariste Guillaume Poupart è morto e che le ha lasciato 200.000 franchi. Il denaro viene affidato al suo tutore che è Hyppolyte, il quale si trattiene tutta la somma, decidendo di darglieli solo quando Marguerite raggiungerà i 21 anni, ma che accetta di dare a Marguerite 200 franchi, solo dopo l'insistenza di Dédé. Quella sera, Dédé traveste Marguerite con vestiti stravaganti e un paio di baffi in modo da poter andare di soppiatto in città e andare in un bar per festeggiare. Arrivati al bar, fanno amicizia con due prostitute e i loro magnaccia, ma una delle due prostitute, versa il loro drink sui vestiti di Marguerite, scoprendo che è una ragazza. Quando tornano a casa e Hyppolyte lo scoprirà, urla che invierà Dédé al collegio e rinchiuderà Marguerite nella sua stanza. La sere stessa Marguerite e Dédé fuggono e dopo una lunga giornata di cammino, passano la notte all'aperto. Il giorno seguente, dopo aver letto un annuncio sul giornale, decidono di fare domanda per un lavoro come ballerini in un teatro locale e Morioni, il generoso manager offre loro uno stipendio mensile di 1.000 franchi. Iniziano a provare il loro spettacolo con il direttore Pilate ed il regista Décrin. Dédé balla con Madame Piersowska in una parodia di Maurice Chevalier e Marguerite appare nel finale con unbellissimo vestito.  Nel frattempo, Hippolyte, spera che i due ragazzi, finiscano i soldi, per vederli tornare a casa. Il tempo passa e Hippolyte decide di andare a cercarli, inciampando in un poster con il nome di Dédé. Compra il biglietto per lo spettacolo solo per assistere al successo dei ragazzi. Mentre li chiama dal suo posto, i ragazzi spaventati lasciano il palco, inseguiti da Hippolyte che gli promette di non essere più avido.